# باشگاه فوتبال آلوچورچ
باشگاه فوتبال آلوچورچ (به انگلیسی: Alvechurch Football Club) یک باشگاه فوتبال در شهر آلوچورچ، کشور انگلستان است که در سال ۱۹۲۹ میلادی تأسیس شده‌است.